# Rio Mosquito
Rio Mosquito är ett vattendrag i Brasilien.   Det ligger i delstaten Tocantins, i den östra delen av landet, 400 km norr om huvudstaden Brasília.
Omgivningarna runt Rio Mosquito är huvudsakligen savann. Runt Rio Mosquito är det mycket glesbefolkat, med 3 invånare per kvadratkilometer.